# 406 Ерна
406 Ерна (406 Erna) — астероїд головного поясу, відкритий 22 серпня 1895 року Огюстом Шарлуа у Ніцці.